# كارولين إبراهام (رسامة)
كارولين إبراهام (بالإنجليزية: Caroline Abraham)‏ هي رسامة نيوزيلندية، ولدت في 1809 في Wanlip ‏ في المملكة المتحدة، وتوفيت في 17 يونيو 1877 في بورنموث في المملكة المتحدة.